# Kristina Topuzović
Kristina Topuzović  (nacida el 23 de agosto de 1994 en Šabac,Serbia) es una jugadora de baloncesto serbia. Con 1.83 metros de estatura, juega en la posición de alero.